# Puder Sándor
Puder Sándor (Budapest, Józsefváros, 1899. március 10. – Budapest, Erzsébetváros, 1955. január 24.) kórházi főorvos, belgyógyász, tüdőszakorvos, egyetemi magántanár.

## Életútja
Puder Chajem Hersch (Ármin) magánzó és Monderer Ilona (Heléna) fiaként született zsidó családban. Szülei Galíciából érkeztek Magyarországra. A zugligeti római katolikus plébániahivatal 7/35. sz. bizonyítványa szerint 1935. március 29-én kikeresztelkedett a katolikus vallásra.
A Budapesti V. kerületi Magyar Királyi Állami Főreáliskolában érettségizett (1917), majd beiratkozott a Budapesti Tudományegyetem Orvostudományi Karára. Az első világháborúban, 1917-től az 1. honvédgyalogezred kötelekében teljesített szolgálatot. Öt hónapot az olasz fronton szolgált és mint hadapród őrmester szerelt le.
1920-ban a pécsi Erzsébet Tudományegyetemen folytatta megkezdett orvosi tanulmányait. 1923-ban avatták orvosdoktorrá. 1920 és 1923 között az egyetem Kórbonctani Intézetében Entz Béla mellett működött előbb mint externista, majd mint egyetemi gyakornok és tanársegéd.
1924-ben fél évet a Koppenhágai Egyetem Kórbonctani Intézetében dolgozott Johannes Fibiger professzor mellett, ahonnan egy jütlandi tüdőbeteg-szanatóriumba ment, hogy a tüdőgümőkórt tanulmányozza.
1923 és 1925 között a Charité Poliklinika alkalmazásában állt és az esti tüdőbetegrendelést végezte segédorvosi, illetve alorvosi minőségben. 1925 végén kinevezték a budakeszi Erzsébet Királyné Szanatórium orvosává. Az osztályos munkán kívül laboratóriumi és proszektori munkát is végzett. 
1928-ban Párizsban, 1929-ben Angliában, 1930-ban Németországban volt tanulmányúton. 1934-től 1936 júniusáig a budapesti Pázmány Péter Tudományegyetem III. sz. Belgyógyászati Klinikáján működött mint tüdőkonziliárius és osztályos orvos. Munkáját ezután az Országos Társadalombiztosító Intézet (OTI) pestszenterzsébeti rendelőintézetének tüdőosztályán folytatta előbb mint alorvos, majd mint főorvos.
1937-ben újabb tanulmányútra ment Svájcba, Párizsba és Blignybe. 
A belügyminisztérium 1944. április 5-én a mátraházi állami szanatóriumba rendelte ki mint munkaszolgálatos orvost. Innen feljelentés alapján június 10-én az ausztriai Ebensee melletti haláltáborba hurcolták, mely a mauthauseni koncentrációs tábor egyik melléktáboraként működött. 1945 nyarán lefogyva, betegen tért vissza Magyarországra.
Hazatérése után ismét az OTI munkatársa lett szakfőorvosi minőségben.
1946-ban a tuberculosis diagnosztikája című tárgykörből magántanárrá habilitálták. 1948 és 1950 között a Korányi Tüdőszanatórium igazgató-főorvosa volt. 1951 elejétől 1952 tavaszáig a Budafoki Tüdőkórház, 1952–1953-ban a Mártonhegyi Tüdőbeteggyógyintézet, 1953–1954-ben a Bajcsy-Zsilinszky úti Kórház tüdőosztálya, végül rövid időre a Központi Tüdőbeteggondozó Intézet főorvosaként dolgozott.
1948-ban indította útjára a Pneumonologia Danubiana című tüdőgyógyász folyóiratot, melynek egyúttal szerkesztője is volt. Publikációit a tuberkulózis klinikumáról és kezeléséről bel- és külföldi folyóiratok közölték.
Szépirodalmi működésének elismeréseként a Vajda János Társaság felvette rendes tagjai sorába. 

### Magánélete
Felesége Diez Hertha Mila Irma volt, Diez Nándor és Károlyi Mária lánya, akivel 1934. február 10-én Budapesten, a Józsefvárosban kötött házasságot.
Németül, franciául és angolul is beszélt.

## Művei
- A Rhabditis pellioról. (Orvosi Hetilap, 1922, 31.)
- A tuberkulosis kezelése sanocrysinnel és serummal. (Orvosi Hetilap, 1925, 10.)
- Vizsgálatok a rhabditis pellio daganatokozó tulajdonságáról. (Orvosi Hetilap, 1925, 13.)
- A tuberculosis kezelése sanocrysinnel Möllgaard szerint. (Orvosi Hetilap, 1925, 18.)
- A kísérleti rákkutatás mai állásáról, különös tekintettel a kátránnyal előidézett rákra. (Gyógyászat, 1925, 20–21.)
- Állapota kielégítő. Szubjektív kórtörténet Karinthy Frigyes előszavával, Budapest, 1930; angolul: Condition satisfactory, New York, 1937; On the danger list. Anthony Weymouth előszavával. London, 1938)
- Az influenza befolyása a tuberkulosisra. (Gyógyászat, 1930, 10.)
- Vizsgálatok a hypotoniáról tüdőtuberkulosisnál. (Gyógyászat, 1930, 23.)
- A szervezet mészgócainak jelentőségéről tuberculosisban. (Orvosképzés, 1932, 5.)
- Vizsgálatok a köpet lipolytikus fermentumtartalmáról tüdőtuberculósisban. (Orvosi Hetilap, 1932, 17.)
- Újabb módszer szerint készültkórbonctani tüdőkészítmények. (Gyógyászat, 1932, 21.)
- A cyánmérgezés ellensúlyozása glukoséval és insulinnal. (Orvosi Hetilap, 1932, 51.)
- Szépirodalom és orvostudomány (tanulmány, Budapest, 1933)
- Mit köszönhet az irodalom az orvostudománynak? (Orvosi Hetilap, 1933, 32–34.)
- A tüdőbaj gyógyítható! (Magyar Népegészségügyi Szemle, 1934, 5.)
- Újabb nézőpontok a tüdőtuberkulosis therapiájában. (Gyógyászat, 1935, 25.)
- Az ambuláns légmellkezelés sociális jelentősége. (Gyógyászat, 1936, 21.)
- A tuberkulózis aktuális kérdései (I–XIX., Budapest, 1937)
- Mit értünk ú. n. tüdőcsúcshuruton? A tüdőcsúcs gümőkór kórbonctana, röntgenpathologiája és elkülönítő kórjelzése. (Orvosi Hetilap, 1937, 9–10.)
- Az orvosi rendelők megoszlása Budapesten. (Orvosi Hetilap, 1937, 20.)
- Egy műveltségtörténeti tanulmány orvosi vonatkozásai. (Orvosi Hetilap, 1937, 52.)
- Reactio dermatopulmonalis. (Orvosi Hetilap, 1938, 17.)
- Árnyékolt pneumothorax. (Orvosi Hetilap, 1938, 20.)
- Kikapcsolás–üzemszünet–halál. Korszerű élet- és halálszemlélet. Budapest, 1939
- Kísérletes vizsgálatok a dermatopulmonalis reactioról. (Orvosi Hetilap, 1940, 14.)
- Mit köszönhet a tuberkulózis klinikuma a tüdőkórtani kutatásnak? (Orvosképzés, 1941, 2.)
- Gyakorlati tüdődiagnosztika. Budapest, 1943
- A gümős tüdőbarlang elkülönítő kórjelzése. (Orvosok Lapja, 1946, 17.)
- Tízezer ernyőfénykép értékelése. (Orvosok Lapja, 1947, 32.)
- A tüdőbetegségek jelentősége a katonai szolgálatra való alkalmasság szempontjából. (Orvosok Lapja, 1947, 44.)
- Az inhalatios gyógymód haladása. (Orvosok Lapja, 1947, 51.)
- Mellkasfali tüdősérv. (Orvosok Lapja, 1948. 17.)
- Beszámoló svájci és római tanulmányutamról. (Orvosok Lapja, 1948, 23.)
- Visszapillantás a Szegénysorsú Tüdőbetegek Szanatórium Egyesületének 50 éves munkájára. (Orvosok Lapja, 1948, 36.)
- A tüdővérzés befolyásolása inhalált trombinnal. (Orvosi Hetilap, 1949, 1.)